# Wilhelm Marstrand

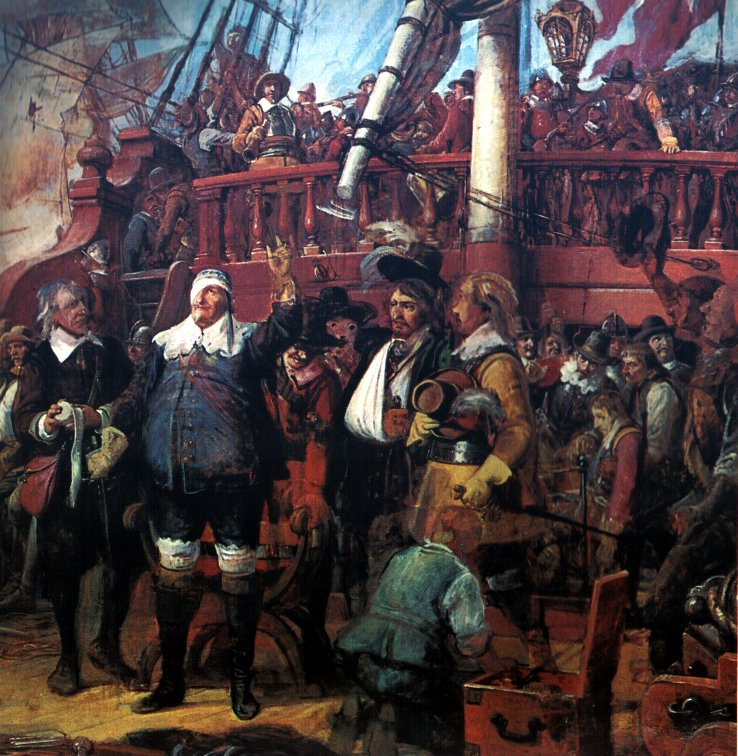
Historyczny obraz Marstranda: Christian IV ved Kolbergs Heide

Wilhelm Marstrand (ur. 24 grudnia 1810 w Kopenhadze, zm. 25 marca 1873 tamże) – duński malarz.

## Życiorys
Był profesorem i dyrektorem Akademii w Kopenhadze. 
Tematyka jego obrazów obejmowała historię oraz dzieje biblijne; ilustrował komedie Ludviga Holberga. Wykonał malowidła ścienne w kaplicy grobowej króla Chrystiana IV w katedrze w Roskilde.